# Paramaenas strigosus
Paramaenas strigosus är en fjärilsart som beskrevs av Karl Grünberg 1911. Paramaenas strigosus ingår i släktet Paramaenas och familjen björnspinnare. Inga underarter finns listade i Catalogue of Life.